# Botervissen en wijtingen
Botervissen en wijtingen (Odacidae) zijn een familie uit de orde baarsachtigen (Perciformes).

## Geslachten
De familie bevat de volgende geslachten:
- Haletta Whitley, 1947
- Neoodax Castelnau, 1875
- Odax Valenciennes in Cuvier and Valenciennes, 1840
- Siphonognathus Richardson, 1858